# Ibn Abbad al-Rundi
Abū ʿAbd Allāh Muḥammad ibn Ibrāhīm ibn ʿAbbād al-Nafzī al-Ḥimyarī al-Rundī (in arabo أبو عبد الله محمد بن إبراهيم بن عبّاد النفزي الرندي‎?; Ronda, 1333 – Fès, 1390) è stato un mistico sufi arabo-andaluso che visse e operò principalmente nel Maghreb al-Aqsa (attuale Marocco).

## Biografia
Nato a Ronda, allora parte del Sultanato di Granada, emigrò in Marocco quando era ancora giovane, attratto dalla fama delle sue madrase, in particolare l'università al-Qarawiyyin di Fez. Qui visse in diversi periodi, dimorando anche in altre città (tra cui Salé, Marrakesh e Fez). Più tardi si diede alla vita ascetica e mistica solitaria e in seguito divenne un predicatore. Scrisse dei commenti sulle opere di altri mistici sufi.  
Morì a Fez nel 1390 e venne sepolto nella parte sud-orientale della città, nei pressi della porta chiamata Bab Ftouh (Bāb al-Futūḥ), ossia "Porta delle Conquiste".

## Influenza sul cristianesimo
Alcuni storici hanno suggerito che Ibn ʿAbbād abbia influenzato in maniera decisiva San Giovanni della Croce, in particolar modo avrebbe influenzato il suo poema intitolato notte oscura dell'anima.